# Seznam mohučských biskupů a arcibiskupů

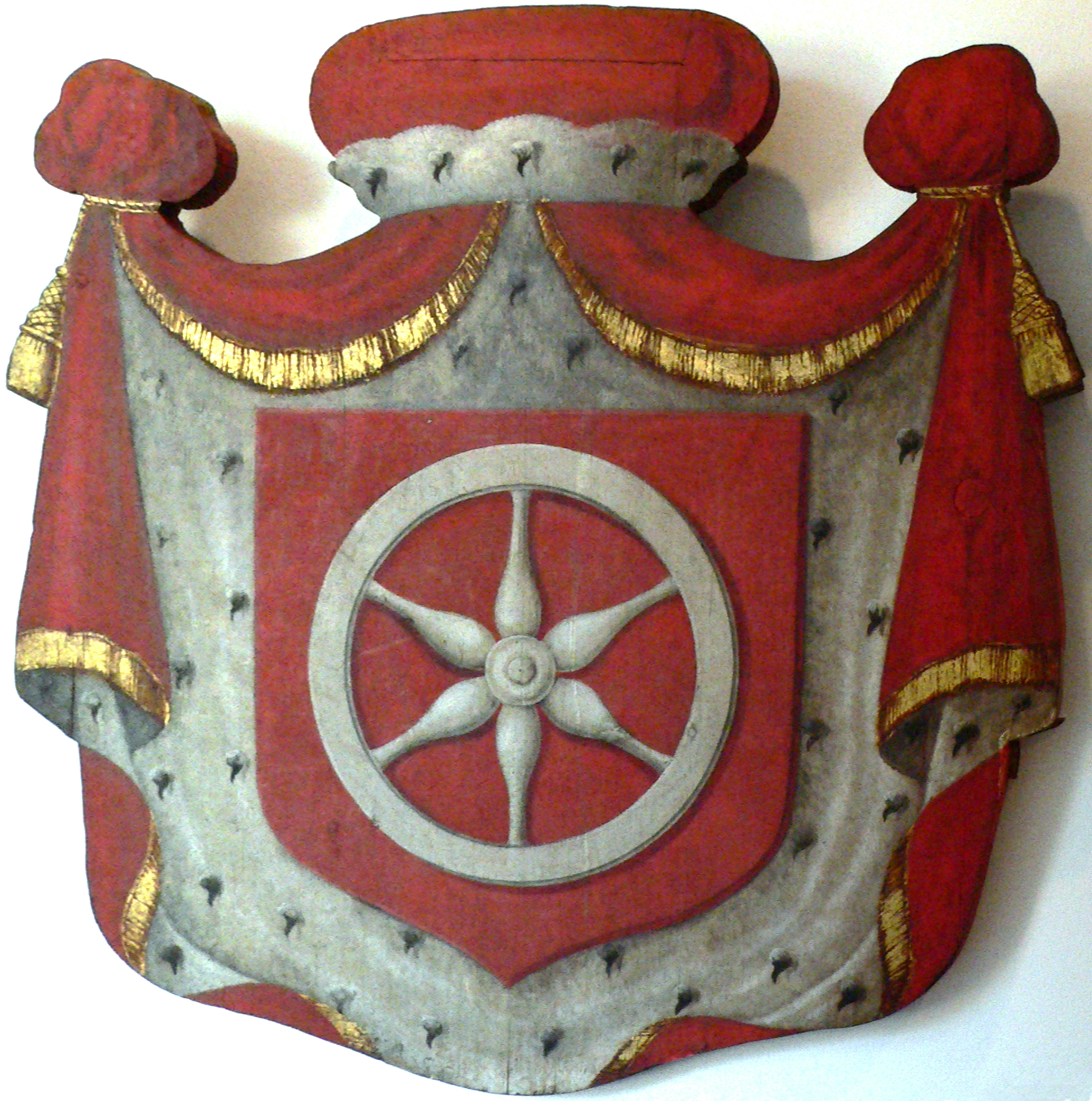
Znak mohučských kurfiřtů-biskupů

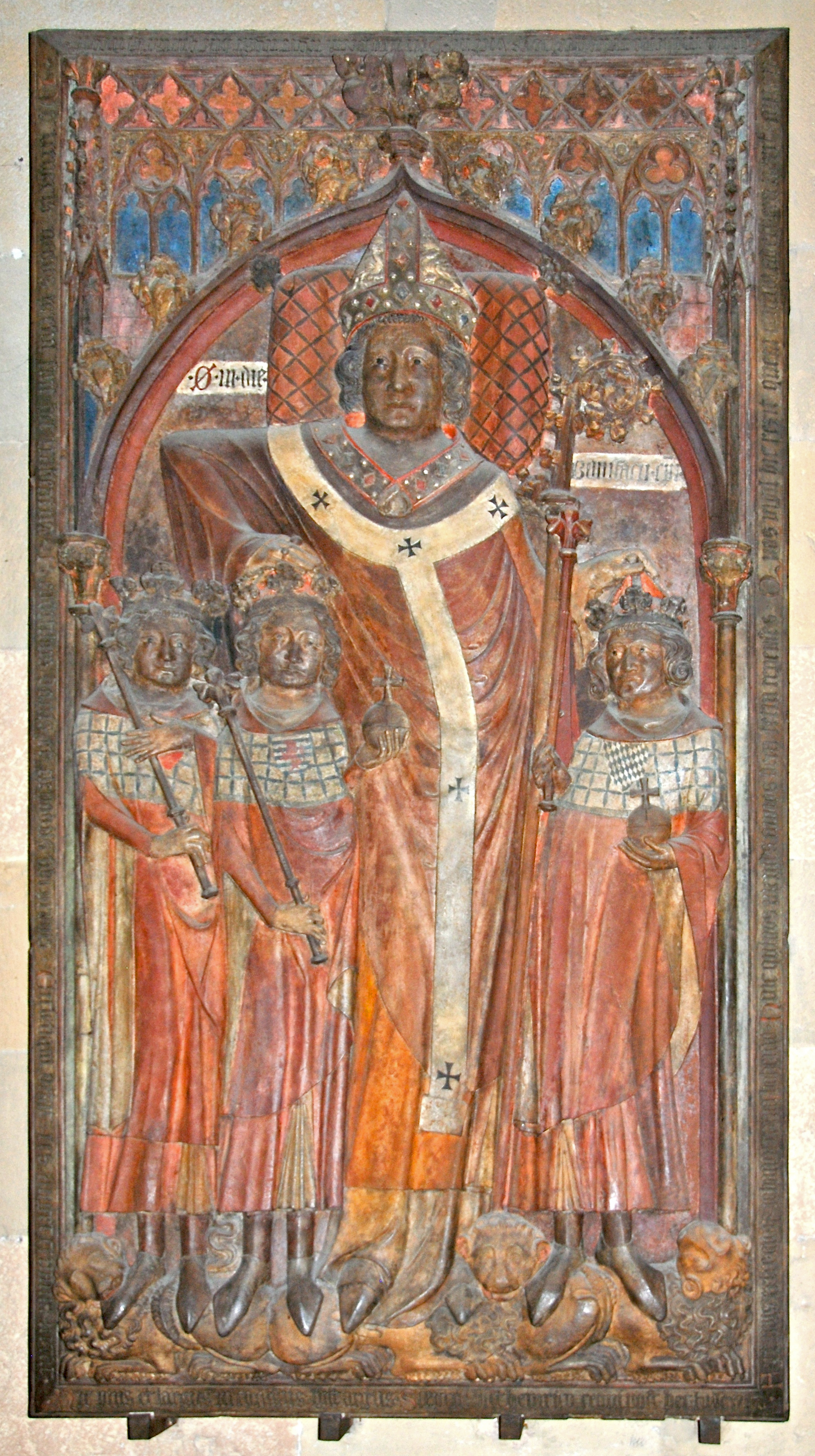
Náhrobek mohučského arcibiskupa Petra z Aspeltu v Mohučské katedrále svatého Martina z Tours a svatého Štěpána

Toto je Seznam mohučských biskupů a arcibiskupů.  Mohučský arcibiskup byl metropolitou mohučské církevní provincie. Od roku 780 byl mohučský arcibiskup zároveň také jedním z kurfiřtů, vládcem Mohučského kurfiřtství a arcikancléřem království Německého.

## Biskupové Moguntiaca (80–745)
- Svatý Krescens 80–103
- Marinus 103–109
- Sv. Crescentius 109–127
- Cyriacus 127–141
- Hilarius 141–161
- Martin I. 161–175
- Celsus 175–197
- Lucius 197–207
- Gotthard 207–222
- Sophron 222–230
- Heriger I. 230–234
- Ruther 234–254
- Avitus 254–276
- Ignatius 276–289
- Dionysius 289–309
- Ruprecht I. 309–321
- Adalhard 320. léta
- Lucius Annaeus 330. léta
- Martin II. 330. léta – 360
- Sidonius I. pozdní 360–386
- Sigismund 386–392
- Theonistus – datum neznámé
- Lupold 392–409
- Nicetas 409–417
- Marianus 417–427
- Aureus 427–443
- Eutropius 443–467
- Adalbald
- Nather
- Adalbert I.
- Lantfried
- Sidonius II. ? – 589
- Siegbert I. 589–610
- Ludegast 610–615
- Rudwald 615
- Lubald ? asi 625
- Siegbert II.
- Gerold ?–743
- Gewielieb 743–745

## Arcibiskupové mohučtí 745–1251
- Svatý Bonifác 745–755
- Lullus 755–786
- Richholf 787–813
- Astolfus 813–826
- Odgar 826–847
- Blahoslavený Rabanus Maurus 848–856
- Karel 856–863
- Liutbert 863–889
- Sunderhold 889–891
- Hatto I. 891–913
- Herigar 913–927
- Hildebert 927-937
- Frederick 937–954
- William 954–968
- Hatto II. 968–970
- Rudbrecht 970–975
- Willigis 975–1011
- Erkanbald 1011–1021
- Aribo 1021–1031
- Bardo 1031–1051
- Luitpold 1051–1059
- Siegfried I. 1060–1084
- Wezilo 1084–1088
- Rudhart 1088–1109
- Adalbert I. von Saarbrücken 1111–1137
- Adalbert II. von Saarbrücken 1138–1141
- Markholf 1141–1142
- Henry I. 1142–1153
- Arnold von Selenhofen 1153–1160
- Christian I. 1160–1161 bojoval s 
  - Rudolf ze Zähringen 1160–1161
- Konrad I. Wittelsbach 1161–1165
- Christian I 1165–1183
- Konrad I. Wittelsbach (znovu) 1183–1200
- Luitpold von Scheinfeld 1200–1208
- Sigfried II. von Eppstein 1200–1230 (v opozici do 1208)
- Sigfried III. von Eppstein 1230–1249
- Christian III. von Weisenau 1249–1251

## Kurfiřti 1251–1803
- Gerhard I. von Daun-Kirberg 1251–1259
- Werner II. von Eppstein 1260–1284
- Heinrich II. von Isny 1286–1288
- Gerhard II von Eppstein 1286–1305
- Petr z Aspeltu 1306–1320
- Matthias von Buchek 1321–1328
- Heinrich III. von Virneberg 1328–1337
  - Balduin Lucemburský 1328–1336, administrátor
- Gerlach Nasavský 1346–1371
- Johann I. von Luxemburg-Ligny 1371–1373
- Ludwig von Meissen 1374–1379
- Adolf I. Nasavský 1381–1390
- Konrad II. von Weinsberg 1390–1396
- Johann II. von Nassau 1396–1419
  - Joffrid von Leiningen 1396–1397 (v opozici)
- Konrad III. zum Stein 1419–1434
- Dietrich I. 1434–1459
- Dieter von Isenburg 1460–1461
- Adolf II. Nasavský 1461–1475
- Dieter von Isenburg (znovu) 1476–1482
- Albert II. 1482–1484
- Bertold von Henneberg-Römhild 1484–1504
- Jakob von Liebenstein 1504–1508
- Uriel von Gemmingen 1508–1514
- Albert z Mohuče 1514–1545
- Sebastian von Heusenstamm 1545–1555
- Daniel Brendel von Homburg 1555–1582
- Wolfgang von Dalberg 1582–1601
- Johann Adam von Bicken 1601–1604
- Johann Schweikhard von Kronberg 1604–1626
- Georg Friedrich von Greiffenklau 1626–1629
- Anselm Casimir Wambold von Umstadt 1629–1647
- Johann Philipp von Schönborn 1647–1673
- Lothar Friedrich von Metternich 1673–1675
- Damian Hartrad von der Leyen 1675–1678
- Karl Heinrich von Metternich 1679
- Anselm Franz von Ingelheim 1679–1695
- Lothar Franz von Schönborn 1695–1729
- František Ludvík Falcko-Neuburský 1729–1732
- Philipp Karl von Eltz 1732–1743
- Johann Friedrich Karl von Ostein 1743–1763
- Emmerich Joseph von Breidbach zu Bürresheim 1763–1774
- Friedrich Karl Josef von Erthal 1774–1802
- Karl Theodor von Dalberg 1802–1803

## Biskupové mohučští (od roku 1802)
- Joseph Ludwig Colmar 1802–1818
- Joseph Vitus Burg 1830–1833
- Johann Jakob Humann 1833–1834
- Peter Leopold Kaiser 1834–1848
- Wilhelm Emmanuel von Ketteler 1850–1877
- (Christoph Moufang) – administrátor diecéze 1877–1886
- Paul Leopold Haffner 1886–1899
- Heinrich Brück 1899–1903
- Georg Heinrich Maria Kirstein 1904–1921
- Ludwig Maria Hugo 1921–1935
- Albert Stohr 1935–1961
- kardinál Hermann Volk 1962–1982
- kardinál Karl Lehmann 1983–2016
- Peter Kohlgraf 2017–dosud